# Parafia Miłosierdzia Bożego w Łucce
Parafia Miłosierdzia Bożego w Łucce – rzymskokatolicka parafia należąca do dekanatu lubartowskiego w archidiecezji lubelskiej.
Do parafii w całości należą miejscowości: Łucka-Kolonia, Majdan Kozłowiecki, Wandzin, Trzciniec, Baranówka, Wólka Rokicka i Wólka Rokicka-Kolonia i część wsi Łucka.
Parafia została erygowana 21 października 2008 roku, budowa kościoła parafialnego rozpoczęła się we wrześniu 2009. Pierwszą mszę odprawiono 28 listopada 2010.